# ذخیره‌گاه طبیعی اوست‌یورت
ذخیره‌گاه طبیعی اوست‌یورت (قزاقی: Үстірт мемлекеттік табиғи қорығы) یک ذخیره‌گاه طبیعی در استان مین‌قشلاق در کشور قزاقستان است.